# اندیس قره زاغ
قره زاغ یک اندیس فلزی است که در حوالی شهر چاپان استان آذربایجان غربی قرار دارد و مادهٔ معدنی موجود در آن، جیوه است.  